# 我们的金正日同志
《我们的金正日同志》是为纪念金正日在金日成逝世后继任朝鲜劳动党总书记职位所创作的乐曲。

## 概述
作词：柳东浩，作曲：黄振英（황진영）；歌曲于1994年发表。
据了解，该歌曲在朝鲜中央电视台开播前播出测试卡时以及休台前播出。此外有报導称该歌曲是朝鲜流行歌曲之一。